# Omer Kovač
Omer Kovač (Godijeno, Foča, 1932. – 1949.), bosanskohercegovački muslimanski aktivist. Rođen u Godijenu kod Foče. Pohađao je Gazi Husrev-begovu medresu. Direktor Medrese Sulejman Kemura našao mu je letke i dojavio miliciji, nakon čega je uhićen te procesuiran s ostatkom velike skupine Mladih muslimana 1949. Tijekom istrage stravično mučen. Podlegao od mučenja.